# ألكسندر كونراد
ألكسندر كونراد (بالألمانية: Alexander Conrad)‏ مواليد 15 نوفمبر 1966 في فرانكفورت هو لاعب كرة قدم ومدرب ألماني سابق.

## روابط خارجية
- ألكسندر كونراد على موقع قاعدة بيانات كرة القدم.إي يو (الإنجليزية)
- ألكسندر كونراد على موقع بيانات كرة القدم. دي إي (الألمانية)